# Kloster Holzkirchen

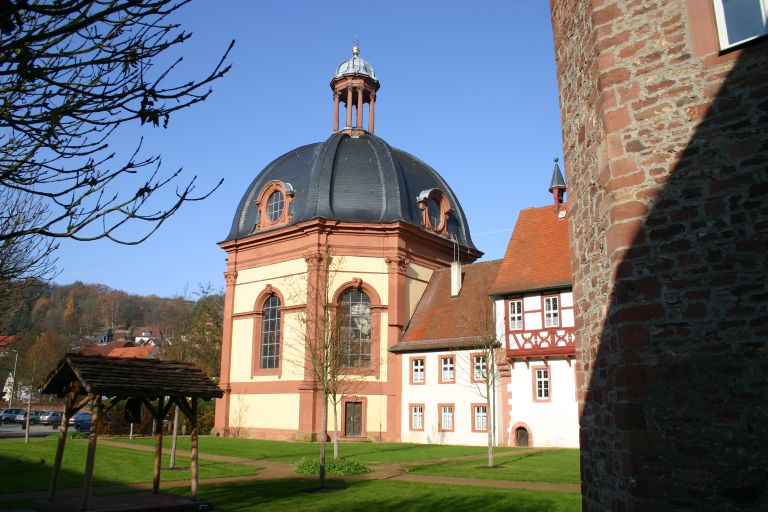
Kloster Holzkirchen, 2008

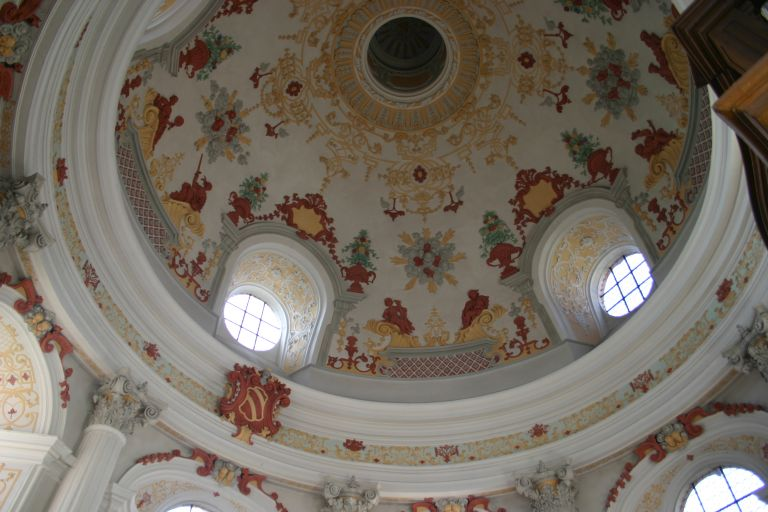
Kuppel der Klosterkirche Holzkirchen

Kloster Holzkirchen war eine Benediktinerpropstei in Holzkirchen westlich von Würzburg in Unterfranken.

## Geschichte
Drudmunt, ein Sohn des fränkischen Gaugrafen Throand und Gründers des Klosters Holzkirchen im unterfränkischen Waldsassengau, übergab das kleine 768 errichtete Kloster „Holtzchiricha“, dessen Hauptpatronin die (allerseligste) Jungfrau Maria war, im November 775 an Karl den Großen, der es im Palast zu Düren dem Reichskloster Fulda und dessen Abt Sturmius übertrug. Der Abt Hrabanus Maurus setzte im Kloster Holzkirchen die Reliquien des heiligen Magnus und des heiligen Januarius (Subdiakone des mit diesen im Jahr 258 enthaupteten Papstes Sixtus II.) in einem Steinsarg bei. Das zunächst vom Mutterkloster in Fulda mit Mönchen ausgestattete Kloster wurde bald eigenständig und verfügte über eine Klosterschule, für die im 10. Jahrhundert 18 Scholastiker belegt sind. Das neben anderen Heiligen auch St. Sixtus geweihte Kloster stand um 1130 unter der Vogtei der Grafen von Wertheim, die bereits ab 1224 als Teilvögte über Besitzungen des Klosters in Unterleinach bestimmten. Drei zum Kloster gehörende Mansen oder Huben lagen im „unteren Leinach“ in der später Riedstraße genannten Rittergasse. Das älteste der im Staatsarchiv Wertheim im Kloster Bronnbach aufbewahrten Zinsbücher des Klosters bzw. der Propstei Holzkirchen stammt aus dem Jahr 1470.
Im Jahr 1552 wurde im Zuge der Reformation das Kloster von Graf Michael III. von Wertheim († 1555) aufgehoben. Schon 1561 wurde der Besitz an das Kloster bzw. dessen Mutterkloster Fulda zurückgegeben; das Klosterleben blieb jedoch erloschen. 1612 zog Fürstbischof Julius Echter das Kloster als erledigtes Lehen für das Hochstift Würzburg ein. Ein neu eingerichteter Konvent mit zwölf Benediktinermönchen wurde 1631 durch schwedische Soldaten vertrieben.
Unter Propst Bonifatius von Hutten, einem Bruder des Würzburger Fürstbischofs Christoph Franz von Hutten und einem Onkel des Speyerer Fürstbischofs Franz Christoph von Hutten zum Stolzenberg, erbaute Balthasar Neumann von 1728 bis 1730 die Klosterkirche. Erst 1759 wurde durch Ferdinand Zobel von Giebelstadt wieder ein Klosterkonvent errichtet. 1802 wurde das Kloster Holzkirchen säkularisiert. Die Grafen von Castell waren von 1816 bis zur Schenkung der Kirche an die katholische Pfarrgemeinde im Jahr 1909 Eigentümer von Kloster und Kirche.
Das Anwesen stand ab 1995 leer und wird seit 2003 unter dem Namen Benediktushof als überkonfessionelle und überreligiöse Seminar- und Tagungseinrichtung genutzt.

## Klostergebäude
Die ehemalige Benediktinerpropstei ist auf drei Seiten von Mauern umschlossen; nach Norden bildet der Aalbach die Grenze, an dessen unmittelbarem Rand Kirche und Prälatenbau (Roter Bau) stehen. Jenseits des Aalbachs steht die Klostermühle. Das Kloster selbst bildet eine nach Westen offene, aus Teilen verschiedener Bauzeiten zusammengesetzte Dreiflügelanlage, nach Osten ist dem Kloster ein Wirtschaftshof vorgelagert. Zunächst hatte Propst Bonifatius 1726 Johann Dientzenhofer mit der Neubauplanung für Holzkirchen betraut. Nach dem Tod Dientzenhofers wurde dann das Projekt an Balthasar Neumann weitergegeben. Der barocke Kirchenbau Balthasar Neumanns befindet sich an der Nordwestecke; der Zentralbau mit der im 19. Jahrhundert durch Brand zerstörten Kuppelhaube wurde inzwischen wieder rekonstruiert.

## Liste der bekannten Pröpste von Holzkirchen
- Helmfried (um 815)
- Helmfrid (um 879)
- Diepold (1183)
- Gerlach (1212, 1241)
- Konrad (1247, 1249)
- Albert von Lüder (seit 1260, 1274)
- Bertho von Mackenzell (seit 1281, 1291)
- Heinrich von Hohenberg (1298–1315)
- Konrad von Bimbach (1323, † 1325)
- Theoderich von Wildprechtroda (seit 1326, 1334)
- Werner von Bellersheim (1343, 1344)
- Wigand von Erbach (1351)
- Hertnid von Leimbach (1353)
- Konrad von Hanau (1355–1372)
- Konrad Fuchs von Kanneberg (1372–1387)
- Wigand von Zippur (1387–1390)
- Johannes von Merlau (1391–1395)
- Peter von Eisenbach (1395, 1405, 1420)
- Gottfried von Bimbach (seit 1421, 1422)
- Konrad von Bimbach (1423–1425)
- Johann Fink von Altenburg (1425–1428)
- Johannes von Buchenau (seit 1428, 1434)
- Heinrich von Frielingen (seit 1435, 1439)
- Reinhard von Weilnau (1440–1449)
- Konrad von Lauerbach (1449–1483)
- Ludwig von Mansbach (1483–1500)
- Reinhard von der Tann (1500–1518)
- Hartmann von Kirchberg (1518–1521)
- Johann von Henneberg (1521–1529)
- Philipp von Rückingen (seit 1529, 1532)
- Bonifaz von Heideck (1534)
- Wolfgang Theoderich von Uissigheim (1539–1544 und 1546–1549), ab 1550 Fürstabt und gleichzeitig Propst vom Petersberg, vom Frauenberg und vom Johannesberg, auch Propst von Thulba
- Kuno Riedesel von Bellersheim (1544–1546)
- Johann Schenk von Schweinsberg (1549–1555)
- Philipp Georg Schenk von Schweinsberg (1561–1568), überlappend 1567–1568 Fürstabt, auch Propst vom Michaelsberg, vom Neuenberg, vom Johannesberg

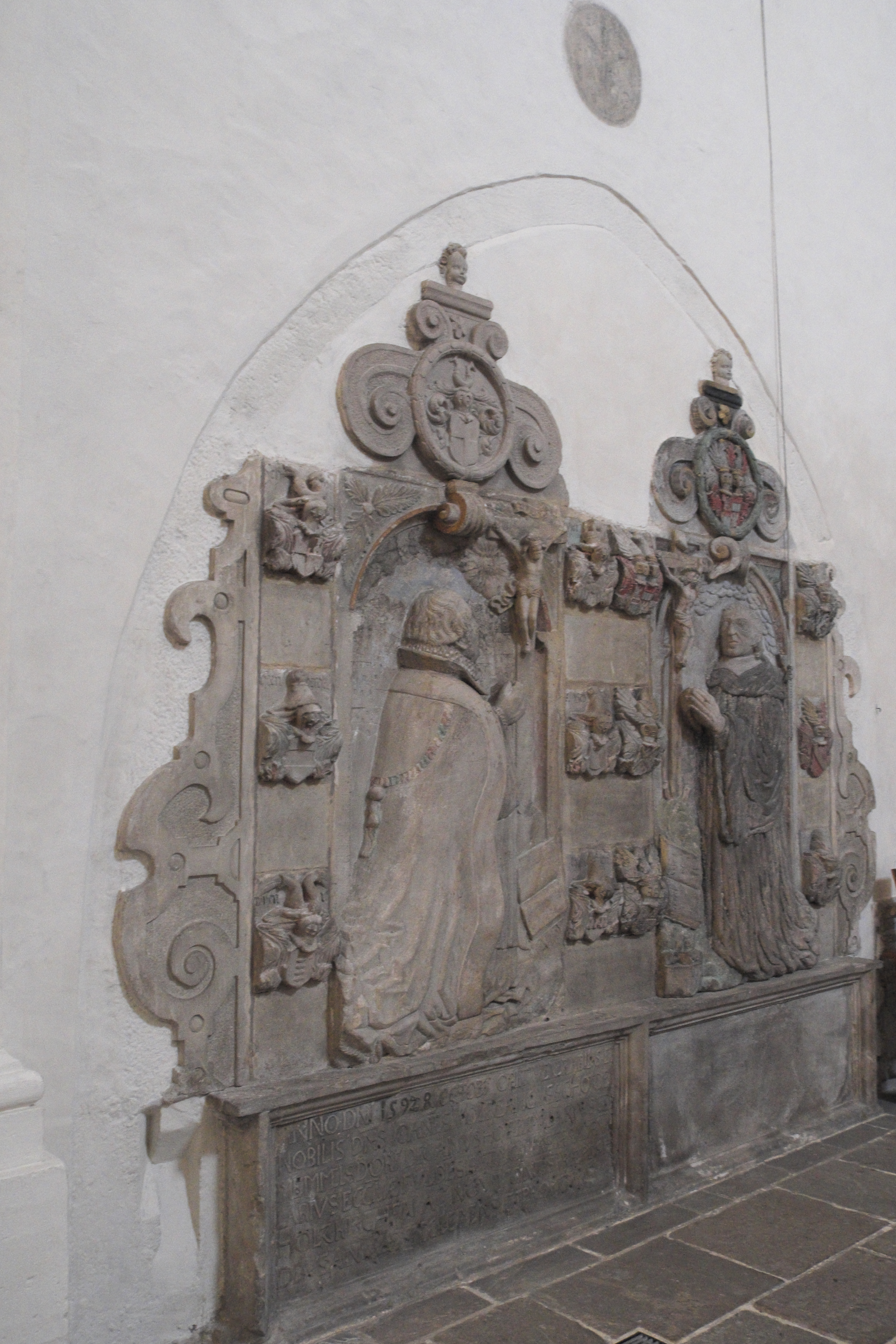
Grabmaldenkmal der Pröpste Johann Wolfgang Schott von Memmelsdorf (links) und Johann Michael von Hochstetten (rechts) in der ehemaligen Klosterkirche St. Andreas in Neuenberg

- Johann Wolfgang Schott von Memmelsdorf (1568–1592)
- Kaspar von Wildungen (1593–1601)
- Reinhard Ludwig von Dallwig (1601–1613), gleichzeitig mit Thulba, Fürstabt 1606–1622, zeitweise auch Propst vom Johannesberg und von Blankenau
- Georg von Hatzfeld (1613–1618)
- Bernhard Wilhelm von Schwalbach (1618–1624), davor und danach Propst in Zella
- Eberhard Hermann Schutzbar gen. Milchling (1625–1630)
- Johann Friedrich von Kerpen (1630–1631)
- Hermann Georg von Neuhof (1631–1638), bereits seit 1635 Fürstabt, auch Propst von Blankenau, Johannesberg und Rohr
- Joachim Graf von Graveneck (1638–1644), zuvor Propst von Petersberg, überlappend Propst von Michaelsberg, danach Fürstabt            von Fulda
- Salentin von Sinzig (1644–1668)
- Bernhard Gustav von Baden-Durlach (1668–1671), danach Fürstabt
- Plazidus von Droste (1671–1678), gleichzeitig Propst von Zella, danach Fürstabt
- Ildephons von Havighorst (1678–1697)
- Bernhard von Reinach (1697–1699), danach Propst von Blankenau
- Friedrich von Buttlar (1699–1701), danach in Thulba und in Johannesberg bei Fulda
- Mauritius von Westphalen (1701–1710), danach in Thulba
- Konrad von Mengersen (1710–1715), davor in Thulba, danach auf dem Johannesberg
- Friedrich von Droste (1716–1724)
- Bonifaz von Hutten zu Stolzenberg (1724–1732), danach in Thulba, danach Petersberg
- Kasimir von Sickingen (1732–1739)
- Eugen (Eugenius) von Bastheim (10. Dez. 1739 bis 1755), davor in Sannerz, danach auf dem Johannesberg
- Benedikt (Benedictus) von Zievel (10. Sept. 1755 bis 1759), danach in Sannerz, danach in Thulba
- Ferdinand (Ferdinandus) Zobel von Giebelstadt (1759–1766), davor in Sannerz
- Lothar (Lotharius) von Breidbach zu Bürresheim (29. Juni  1766 bis 1775), danach Propst auf dem Petersberg, danach auf dem Andreasberg
- Bonifatius (Bonifacius) Freiherr von Ebersberg genannt von Weyhers und Leyen (30. Sept. 1775 bis 1795)
- Heinrich (Henricus) von Reisach (18. Juli 1795 bis 1802), letzter Propst